# Negrești (Neamț)
Negrești è un comune della Romania di 1 996 abitanti, ubicato nel distretto di Neamț, nella regione storica della Moldavia. 
Il comune è formato dall'unione di 2 villaggi: Negrești e Poiana.
Comune autonomo fino al 1968, Negrești venne successivamente aggregato al comune di Dobreni, per divenire nuovamente autonomo nel 2005.